# Monte Rosso (Alpi Graie)
Il monte Rosso (1.780,4 m s.l.m.) o Mourou è una vetta delle Alpi Graie che si trova sullo spartiacque tra la val Grande di Lanzo e la val d'Ala. 

## Descrizione

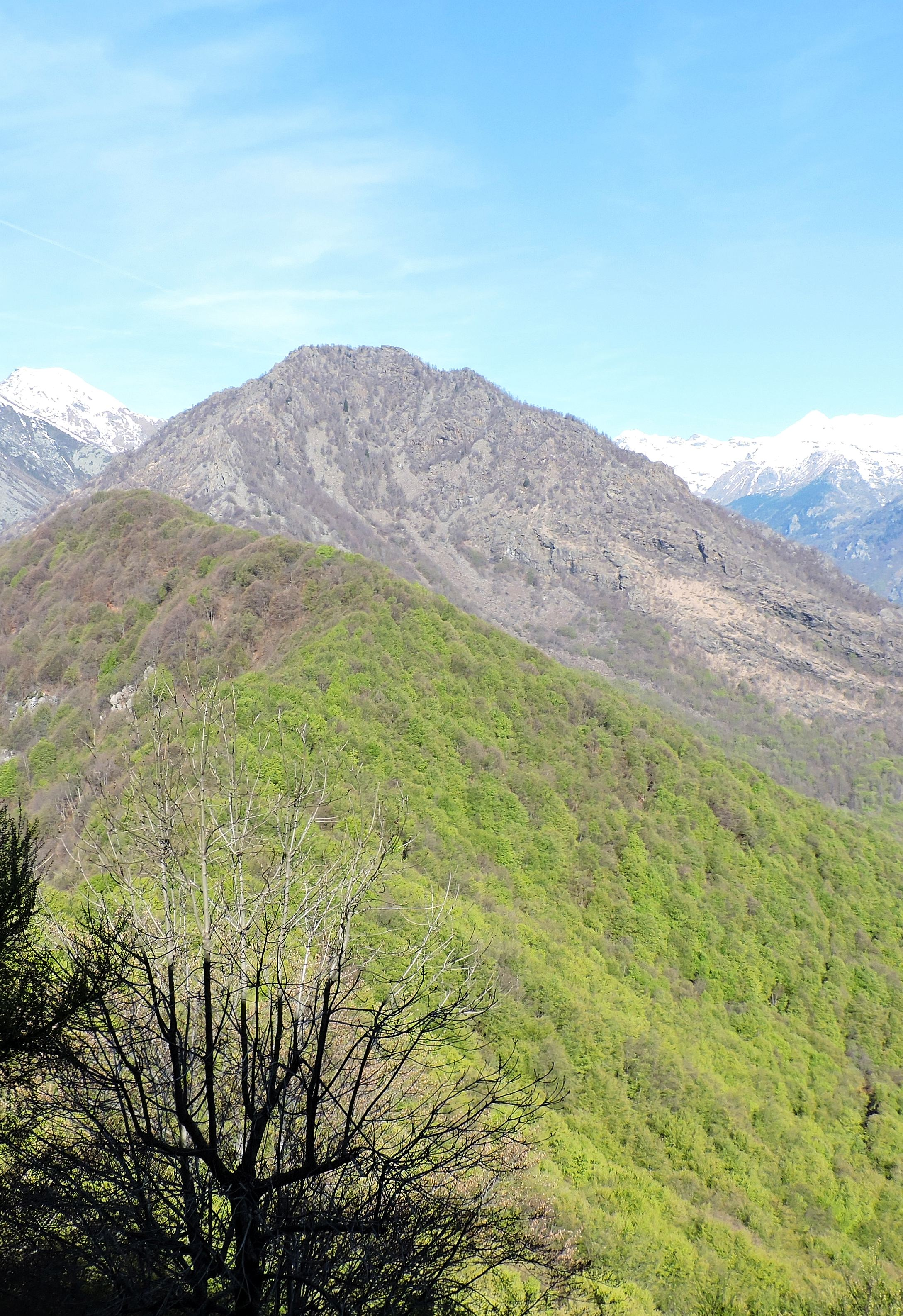
Vista dal Santuario di Santa Cristina

La montagna è separata dal Monte Pellerin, situato a nord-ovest sullo spartiacque Valgrande/Val d'Ala, da una sella a 1688 metri di quota. In direzione sud-est lo spartiacque Val d'Ala/Valgrande continua invece verso il monte Santa Cristina con il colle Rivalsa (1.327 m) e con un rilievo a quota 1401 localmente noto come Truc Rivalsa. Sulla cima del Monte Rosso passa il confine tra il comune di Ceres (val d'Ala) e quello di Cantoira (Valgrande). Il suo punto culminante è segnato da un piccolo ometto con al proprio interno un libro di vetta.

## Geologia
Il monte Rosso è costituito principalmente da rocce serpentinitiche e ospita le sorgenti di alcuni brevi corsi d'acqua. Sul versante nord-orientale, nei pressi delle Ciaplè Bertan, è riconoscibile una paleofrana con un'area di deposito che raggiunge il fondovalle e la cui nicchia di distacco è tuttora ben individuabile. La documentazione custodita nell'archivio del comune di Cantoira la farebbe risalire al 1720. Il materiale che raggiunse il fondovalle bloccò per un certo tempo le acque della Stura creando un invaso fino a che il torrente non si aprì un varco all'interno dello sbarramento.

## Salita alla vetta

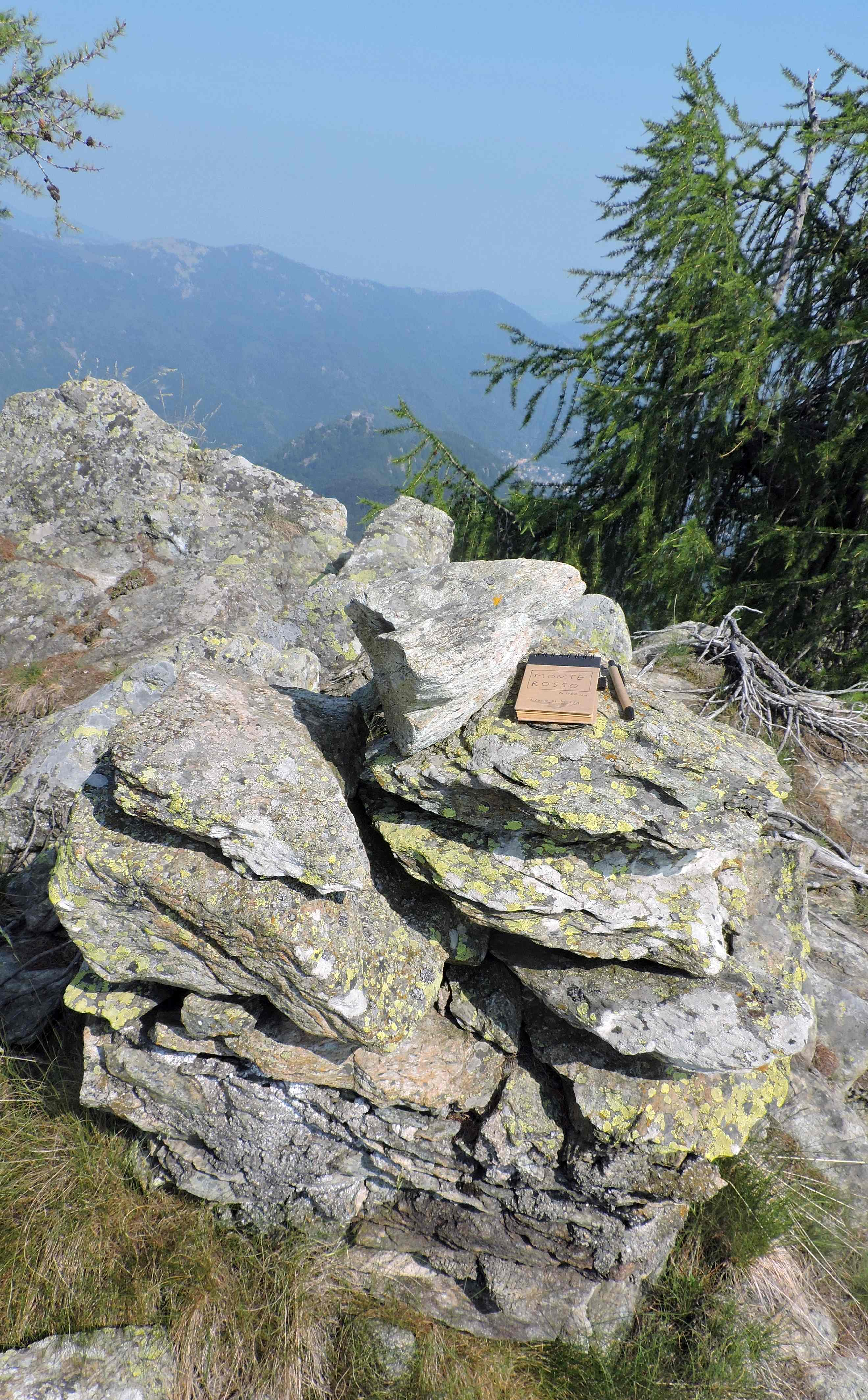
Ometto e libro di vetta

La montagna non presenta interesse alpinistico e la sua vetta non è raggiunta da itinerari segnalati. Vi si può arrivare per tracce di passaggio seguendo il crinale che la collega con il colle di Crosiasse (1810 m) passando per il monte Pellerin; si tratta di un itinerario con difficoltà di tipo EE, ovvero per escursionisti esperti.. Sul versante nord-orientale del Rosso si snodano invece vari sentieri e piste forestali che collegano i piccoli gruppi di case presenti nella zona.